# Бренц ан дер Бренц
Бренц ан дер Бренц (на немски: Brenz an der Brenz) е част от общината Зонтхайм ан дер Бренц в Баден-Вюртемберг, Германия с 1100 жители.
Намира се на река Бренц. В Бренц ан дер Бренц се намира римска вила рустика от 2-3 век и римската базилика Св. Галус от 12/13 век.
- Църквата Св. Галус в Бренц ан дер Бренц